# Sayyid Mubarak-Xah
Muizz al-Din Sayyid Mubarak-Xah o Mubarak Shah fou el segon sultà de la dinastia dels Sayyids de Delhi fill de Sayyid Khidr Khan (1414-1421) al que va succeir a la seva mort el 20 de maig de 1421.
La seva autoritat només abraçava alguns districte de l'Hindustan propi i Multan i va haver de renunciar a la seva pretensió d'establir el domini al Panjab quan li va cadre anar en ajut de Gwalior, amenaçada per Alp Khan Hushang Shah de Malwa (1405-1435). Hushang va aixecar el setge i es va enfrontar a Mubarak però la batalla no va tenir un vencedor clar i finalment els dos sobirans es van entendre i Hushang es va retirar al seu país.
Entre 1425 i 1427 va intentar establir l'orde al Mewat i va rebre la completa submissió dels rages de Gwalior i Chandwar (Firuzabad). Muhammad Khan Awadhi de Bayana va ser fet presoner però va aconseguir fugir i es va refugiar al Mewat i va iniciar altre cop l'agitació. Muhammad Khan fou assetjat a Bayana i va haver de fugir a territori de Shams al-Din Ibrahim Shah Sharki (1401-1440) de Jaunpur i aquest va marxar contra Kalpi. Llavors Mubarak es va dirigir també a Kalpi. Ibrahim va saquejar territoris de Mubarak però va evitar la trobada amb les forces d'aquest durant un temps però finalment els dos exèrcits es van enfrontar a Chandwar (2 d'abril de 1428) i encara que Ibrahim no va patir una derrota decisiva si fou suficient per decidir retirar-se cap a la seva capital. Mubarak va cobrar tribut a tota la regió de Gwalior i va avançar després contra Bayana que mentre havia estat recuperada per Muhammad Khan, que la va evacuar altre cop.
Després l'exèrcit de Mubarak es va dedicar a restablir l'orde al Panjab que havia estat agitat per Jasrath Khokar i al mateix temps mantenir en calma el Mewat, cobrant els tributs a la zona.
El 1430 Fulad Turbacha es va revoltar a Bathinda amb èxit i el 1431 va esclatar la revolta a Multan i quan aquesta fou reprimida Jasrat Khokar tornava a estar en agitació al Panjab. El 1431 va esclatar la guerra entre Ibrahim Shah Sharki de Jaunpur i Hushang Shah de Malwa; la ciutat de Kalpi, nominalment del sultanat de Delhi i que els dos estats es disputaven, fou atacada per Ibrahim el 1431 al mateix moment que l'atacava Hushang Shah Ghuri de Malwa; les forces d'Ibrahim Sharki foren atacades prop de la ciutat però es van poder retirar i el governador de Kalpi, Kadir Khan, va entregar la fortalesa a Hushang i fou ratificat en el càrrec.
Els següents quatre anys van veure lluites i revoltes a Panjab, una altra revolta a Multan, i revoltes a Samana, Mewat, Bayana, Gwalior, Tijara i Itawa. Un dels rebels va ocupar Lahore i va atacar Dipalpur i encara que Lahore fou recuperada l'agitació va persistir. El 1433 Mubarak va anar a Kalpi i pel camí va inspeccionar la ciutat de Mubarakabad que estava sent construïda sota les seves ordes, però el 19 de febrer de 1434 va ser assassinat per orde de Sarwar al-Mulk, un ministre al qual Mubarak havia destituït l'any anterior.
Com que no tenia fills el va succeir el seu nebot Sayyid Muhàmmad-Xah